# Сербская Скупщина Косова и Метохии
Сербская Скупщина автономного края Косово и Метохия (серб. Скупштина Аутономне Покрајине Косово и Метохија/Skupština Autonomne Pokrajine Kosovo i Metohija) — собрание (парламент), являющееся органом местного самоуправления в автономном крае Косово и Метохия.
Была образована в 2008 году, последние выборы, которые были назначены правительством Сербии, состоялись 11 мая 2008 года. Скупщина была создана в Косовской Митровице (Северное Косово), чтобы представлять муниципалитеты, которые не признают органы власти самопровозглашённой Республики Косово. Скупщина состоит из 45 представителей, делегированных 26 общинами. Большинство делегатов является этническими сербами, в то время как некоторые из них представляют общины горанцев, босняков и цыган.
Скупщина не является частью правительства Республики Косово.

## История
Первое заседание Скупщины состоялось 11 мая 2008 года, а первая сессия — 28 июня 2008 года — исторически важная дата для сербов, которые отмечают годовщину Битвы на Косовом поле 1389 года. Председатель Скупщины — Радован Ничич.

## Состав
- Сербская радикальная партия — 17
- Демократическая партия Сербии — 13
- Социалистическая партия Сербии — 4
- Демократическая партия — 3
- Г17+ — 1
- Демократическая инициатива Горанцев — 1
- Независимые — 4

## Международная реакция
Выборы в Сербскую Скупщину Косова и Метохии не были признаны ни УНМИК, ни властями самопровозглашенной Республики Косово.
Создание Скупщины осудил президент самопровозглашённой Республики Косово Фатмир Сейдиу, как акт, направленный на дестабилизацию в Косове. УНМИК заявила, что создание этого собрания не является серьезной проблемой, поскольку он не будет иметь какой-либо оперативной роли.